# محفل محافظ و خیرخواهانه الکس
محفل محافظ و خیرخواهانه اِلْکس (انگلیسی: Benevolent and Protective Order of Elks) یا لژ الکس محفلی برادری است که در ۱۸۶۸ به عنوان کلوبی اجتماعی در نیویورک تأسیس شد. مقر این محفل امروزه در شیکاگو قرار دارد و یکی از محفل‌های برادری راهبر در آمریکا به‌حساب می‌آید و نزدیک به یک میلیون عضو دارد.
این محفل از ابتدا محفلی برای سفیدپوستان بوده است. در اوایل دهه ۱۹۷۰ این سیاست محفل و پس از سرباززدن محفل از پذیرش آمریکایی‌های آفریقایی‌تبار برای استفاده از کلوب باعث گشایش پرونده‌هایی در دادگاه‌ها شد. در تقریباً تمام موارد پس از این‌که کسی از غذا خوردن و گذراندن اوقات فراغت در کلوب سرباززد، بند مربوط به پذیرش «فقط سفیدپوستان» به آزادی عضویت عموم تغییر کرد. این بند (فقط سفیدپوستان) در ۱۹۷۶ در لژ بزرگ محفل لغو شد با این قید که اگر زمانی قانون اجازه داد، دوباره برگردد.
الکس به صورت سنتی محفلی مردانه است و برخلاف دیگر محفل‌های برادری، پس از تصویب قانونی در دهه ۱۹۷۰ که می‌گفت «محفل هیچ شعبه‌ای ندارد و عضویت در آن، هیچ مزیت و تضمینی به بار نمی‌آورد و هیچ بخش مجزایی ندارد»، هیچ‌گاه بخش رسمی زنان نداشته است.